# Alfred Cort Haddon
Pour les articles homonymes, voir Haddon.
Alfred Cort Haddon est un professeur de zoologie et d’ethnologie à Cambridge, né le 24 mai 1855 à Londres et mort à Cambridge le 20 avril 1940.

## Biographie
Il organise une expédition dans le détroit de Torrès en 1898-1899.
Cette Expédition du détroit de Torrès (de) permet (entre autres) une des premières études des arts de la région, dont le rapport est publié en 1912 :
- Reports of the Cambridge Anthropological Expedition to Torres Straits. Cambridge University Press, Cambridge 1901–1935:
  - Band 1: General Ethnography. 1935;
  - Band 2: Physiology and psychology. Teil 1: 1901, Teil 2: 1903;
  - Band 3: Linguistics. 1907;
  - Band 4: Arts and crafts. 1912;
  - Band 5: Sociology, Magic and Religion of the Western Islanders. 1904;
  - Band 6: Sociology, Magic and Religion of the Eastern Islanders. 1908.